# Становка (приток Остра)
Становка — река в Смоленской области России. Левый приток реки Остёр. Берёт начало в урочище Шумячка на западе от Рославля на высоте около 230 м, в 3 километрах от деревни Кухарево.
В 7 км от истока организован пруд, находящийся в 15 микрорайоне города Рославль. В 12 км от истока в неё впадает речка Глазомойка. Длина реки составляет 15 км.
В 2009 году проведена очистка реки.